# موریا (سرزمین میانه)

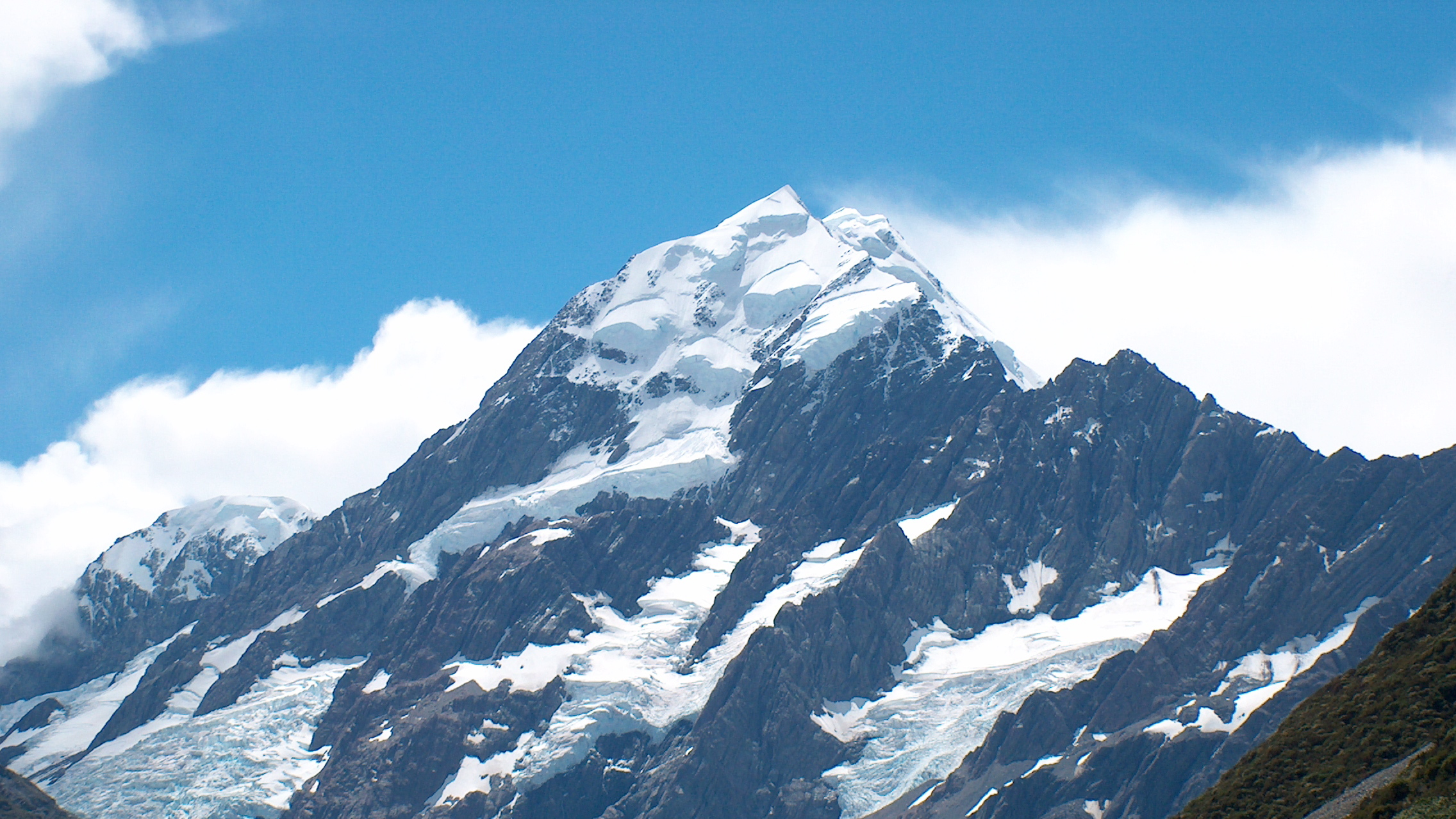
رشته کوه های جان رونالد روئل تالکین

در رشته‌افسانه‌های جان رونالد روئل تالکین، موریا که در زبان دورفی به آن خازاد دوم (Khazad-dûm) گفته می شود، بزرگترین و معروفترین عمارت دورف‌ها در سرزمین میانه بود. موریا در دوران اول توسط دورین بی‌مرگ پایه‌گذاری شد. پس از بیدار کردن تصادفی بالروگ در دوران سوم توسط معدنچیان موریا این شهر متروکه و خالی از سکنه شد اما در دوران چهارم این شهر مجدداً توسط دورف‌ها برای همیشه بازپس گرفته شد.